# Signora Volpe
Signora Volpe è una serie televisiva italo-britannica composta da 6 episodi suddivisi in due stagioni, distribuita sulla piattaforma di streaming britannica Acorn TV dal 2 maggio 2022, con protagonista Emilia Fox.
In Italia la serie va in onda su Sky Investigation dal 1º luglio 2022 e in chiaro su Canale 5 dal 19 luglio 2023.

## Trama
Sylvia è una ex spia britannica che si reca in Italia, a Panicale, per il matrimonio della nipote. Pronta a intraprendere una nuova vita, dovrà invece reinventarsi detective trovandosi coinvolta in una complicata indagine.

## Episodi
| Stagione         | Episodi | Pubblicazione Regno Unito | Prima TV Italia |
| ---------------- | ------- | ------------------------- | --------------- |
| Prima stagione   | 3       | 2022                      | 2022            |
| Seconda stagione | 3       | 2024                      | 2024            |

## Personaggi e interpreti
- Sylvia Fox, interpretata da Emilia Fox, doppiata da Barbara De Bortoli.
- Isabel Vitale, interpretata da Tara Fitzgerald, doppiata da Alessandra Cassioli.
- Capitano Giovanni Riva, interpretato da Giovanni Cirfiera.
- Adam Haines, interpretato da Jamie Bamber, doppiato da Alessandro Quarta.
- Matteo Vitale, interpretato da Matteo Carlomagno.
- Alice Shepherd, interpretato da Issy Knopfler, doppiata da Alice Venditti.
- Antonella Vitale, interpretata da Imma Piro.
- Sami Hamdani, interpretato da Mehdi Meskar.
- Raffaella Tasso, interpretata da Marianne Leoni.
- Roberta Barzini, interpretata da Elena Di Cioccio.
- Henry Fox, interpretato da Nicholas Farrell.

## Produzione
La serie è creata da Rachel Cuperman e Sally Griffiths, i quali hanno anche firmato la sceneggiatura, diretta da Dudi Appleton e Mark Brozel e prodotta da Route 4 e Cattleya.
Nel giugno 2023 la serie è stata ufficialmente rinnovata per una seconda stagione.

### Riprese
La serie è stata girata nell'arco di tre mesi quasi interamente in Italia, principalmente a Panicale, con alcune riprese anche a Roma, Perugia, Magione e ai laghi di Bracciano e Trasimeno.

## Distribuzione
Nel Regno Unito la serie viene distribuita sulla piattaforma di streaming britannica Acorn TV dal 2 maggio 2022: la prima stagione è stata distribuita dal 2 al 16 maggio 2022, mentre la seconda stagione dal 29 luglio al 12 agosto 2024.
In Italia la serie va in onda su Sky Investigation dal 1º luglio 2022 e in chiaro su Canale 5 dal 19 luglio 2023: la prima stagione è stata trasmessa dal 1º al 15 luglio 2022 e in chiaro dal 19 luglio al 2 agosto 2023, mentre la seconda stagione è stata trasmessa su Sky Investigation dal 22 agosto al 5 settembre 2024.